# Церковно-приходская школа

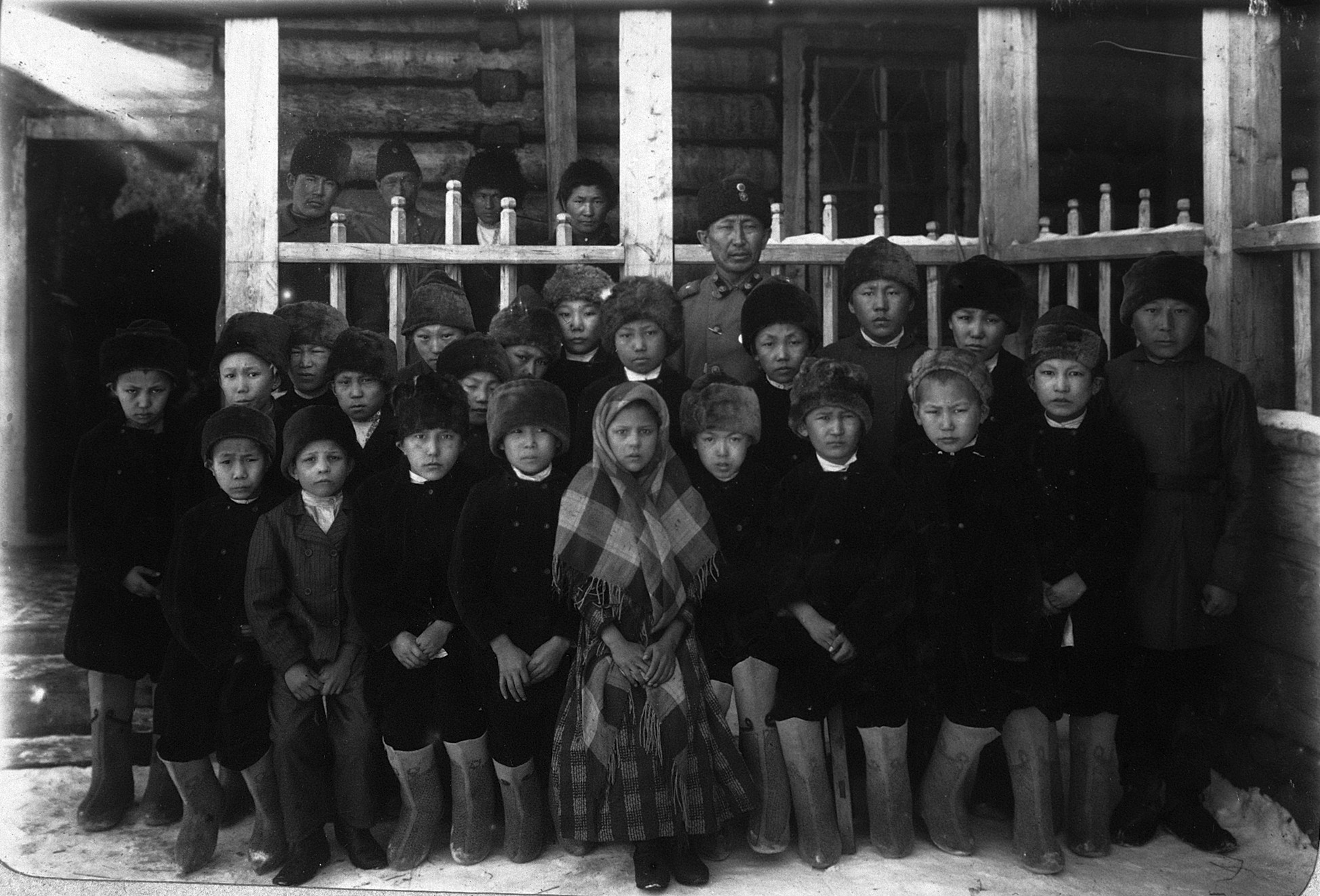
Ученики приходской школы
Якутия, конец XIX — начало XX века

Церко́вно-прихо́дские (также церко́вно-приходски́е) шко́лы — начальные школы в Российской империи при церковных приходах, находились в ведении духовного ведомства, то есть Святейшего правительствующего синода.
В одноклассных церковно-приходских школах изучали Закон Божий, церковное пение, письмо, арифметику, чтение. В двухклассных школах, кроме этого, изучалась история.
Другим типом начальных школ были приходские училища.

## История
Первые церковно-приходские школы были созданы в XVII веке в Москве. По утверждению историка П. Н. Сенько, первыми можно считать школы Чудова монастыря, созданную в 1653 году, и Спасского монастыря, созданную в 1665 году. Церковные школы были важной частью образования, и в 1698—1699 годах император Пётр I обсуждал с патриархом Адрианом возможность создания Академии наук.
После школьной реформы 1804 года работа школ существенно изменилась.
К 1861 году духовенство основало свыше 18 тысяч начальных училищ, за которыми закрепилось название «церковно-приходских школ» (употреблялись также названия: «священнические школы», «церковные школы», «школы для поселянских детей»). Видную роль в церковно-школьном движении 1860—1870-х годов сыграл Сергей Рачинский.
Распространение церковно-приходских школ вызвало недовольство как со стороны чиновничьей бюрократии, так и со стороны многих земств. В 1870-х годах Министерство народного просвещения Российской империи фактически подчинило церковные школы своему административному управлению. Многие церковные училища перешли в ведение земств.
Отношение к церковной школе стало меняться на рубеже 1870—1880-х годов, в период общественных потрясений. 13 июня 1884 года Высочайше утверждены указом «Правила о церковно-приходских школах», по которым создавались одноклассные (двухгодичные) и двухклассные (четырёхгодичные, с начала XX века — трёхгодичные) церковно-приходские школы. В одноклассных изучали Закон Божий, церковное пение, письмо, арифметику, чтение. В двухклассных школах, кроме этого, изучалась история и церковнославянский язык. Для руководства церковно-приходскими школами в 1885 году был создан Училищный совет при Святейшем Синоде, а на местах — епархиальные училищные советы с уездными отделениями. В 1895/1896 годах открылись должности наблюдателей этих школ — в центре (при синодальном Училищном совете) и по епархиям. В 1896 году было утверждено «Положение об управлении школами церковно-приходскими и грамоты». С этого года финансирование церковно-приходских школ фактически взяла на себя казна, отпуская на них через Святейший Синод многомиллионные суммы (на 1896 год — 3 279 205 руб., из них на содержание 63-х епархиальных наблюдателей — 141 500 руб.). При этом оклад епархиального наблюдателя составлял 2000 руб./год, а учителя — 120 руб./год.
Обучение осуществляли священники, диаконы и дьячки, а также учителя и учительницы, окончившие преимущественно церковно-учительские школы и епархиальные училища, реже — учительские семинарии. Деятельность школ находилась в ведении попечительского совета, куда входили заведующий школы, попечители, учителя, представители от города или земства, выборные лица от населения, пользующегося школой. Лица, входившие в состав церковно-приходских попечительств, должны были быть православного вероисповедания. На совет возлагались заботы о благоустройстве школы во всех отношениях, открытие церковно-приходского попечительства разрешалось уездными отделениями епархиальных училищных советов.
В связи с началом Русско-японской войны 1904—1905 годов государственные ассигнования на церковную школу сократились. После 1907 года количество церковно-приходских школ стало уменьшаться, так как Государственная дума увеличивала финансирование земских школ из государственного бюджета.
Определением Временного правительства от 20 июня 1917 года почти все церковно-приходские школы были переданы из ведения Святейшего Синода в ведение Министерства народного просвещения. Передать должны были все начальные школы, включённые в т. н. школьную сеть и получавшие от казны пособие, а также учебные заведения, подготавливающие преподавателей для них: второклассные и церковноучительские школы. Отторгнутыми оказывалась более 37 тысяч учебных заведений, тогда как под управлением Синода оставалось около одной тысячи школ. Это означало фактическое уничтожение церковной школы, так как реквизировали школы вместе со зданиями, где проходили занятия и размещались библиотеки. После 1917 года церковная школа была полностью ликвидирована постановлением Совета народных комиссаров от 24 декабря 1917 года «О передаче дела воспитания и образования из духовного ведомства в ведение народного комиссариата по просвещению».
С началом 1990-х годов началось возрождение начальных церковных школ как учреждений православного образования для мирян. Архиерейский собор Русской православной церкви в конце 1994 года предписал «расширить сеть приходских воскресных школ, катехизических кружков и других подходящих приходских структур, обеспечивающих религиозное образование на приходском уровне». Устройство таких заведений вменяется в обязанность каждому приходу.
С распадом СССР в России вновь появились такие школы. Пример тому негосударственное образовательное учреждение церковно-приходская школа № 1 имени Константина Победоносцева в Москве.[значимость факта?]

## Библиотеки школ
В 1910-е годы значительное развитие получили библиотеки при церковно-приходских школах. Планировалось открыть 1500 новых библиотек при школах. Из них 1000 должны были быть созданы в крупных населённых пунктах.
Комплектованием и организацией школьных библиотек занималась Издательская комиссия училищного совета при Святейшем синоде. При училищном совете был создан специальный книжный склад. Для внеклассного чтения в библиотеки поставлялась литература религиозно-нравственного содержания, антиалкогольная, по медицине и гигиене, по истории церковной и гражданской, по сельскому хозяйству и ремёслам, художественная литература.
2 января 1916 года состоялся съезд наблюдателей церковно-приходских школ Забайкалья. Съезд признал, что:
…библиотеки незначительны и книги в них малопригодны для детского понимания, а в некоторых школах библиотек нет.

## Попечители школ
Многие церковно-приходские школы имели попечителей. Попечителями избирались, как правило, местные купцы. Попечители оплачивали часть расходов на содержание школы: отопление, ремонт, книги и учебные принадлежности и др. Часто церковно-приходские школы находились в бедственном положении и имели низкое финансирование, на что неоднократно указывали различные общественные деятели.

## Память
В 1909 году в рамках всероссийского празднования была учреждена медаль «В память 25-летия церковных школ».